# Stephanopis bradleyi
Stephanopis bradleyi là một loài nhện trong họ Thomisidae.
Loài này thuộc chi Stephanopis. Stephanopis bradleyi được Cândido Firmino de Mello-Leitão miêu tả năm 1929.